# 北部九州
北部九州一般指的是九州北部的福岡縣、佐賀縣和長崎縣。另在天氣預報中，也包括山口縣。不過有時熊本縣并不在北九州之列，而劃入南九州。在1963年北九州市成立前，多稱呼此地區為北九州。該地區是日本重要的工業地區之一，是日本太平洋工業地帶的最西端，擁有北九州工業地帶。由于離亞洲大陸非常近，該地區歷來與中國和韓國關係密切,是弥生人登陆的地区。該地區也被一些人認為是邪馬台國与太宰府的所在地。

## 關聯條目
- 北九州工業地帶
- 日本太平洋工業帶
- 中九州
- 南九州